# Театральна площа (Рівне)
У Вікіпедії є статті про інші площі з назвою Театральна площа
Театра́льна пло́ща (також Театральний майдан) — одна із двох (разом із Майданом Незалежності) центральних площ міста Рівне.
Площа розташована між вулицями Соборною та Гетьмана Сагайдачного. Назва площі пов'язана із розміщеним на ній музично-драматичним театром.

## Історія

### Друга світоватаРадянська окупація
Під час війни частину вулиці Соборної, де нині Театральна площа, розбомбили.
З 1941 по 1943 роки на місці будинку, що навпроти театру, була редакція газети «Волинь», де, зокрема, працювали Олена Теліга й Улас Самчук.
Під час німецької, а згодом — більшовицької окупації на площі здійснювали показові страти українських націоналістів нацисти та більшовики.
У 1945 році комуністи встановили на площі пам'ятник Сталіну. В новорічну ніч 1946–1947 року цей пам'ятник підірвали українські повстанці. А вже до ранку на той постамент комуністи поставили інший пам'ятник Сталіну, який перевезли з Будинку офіцерів.
У кінці 1950-х років здійснювалася інтенсивна забудова центральної частини міста. За проектом архітектора О. Крилової в 1960 році завершено спорудження Рівненського обласного музично-драматичного театру. Театр, розрахований на 800 глядачів, швидко став одним із центрів культурного життя міста. Тоді ж були побудовані три чотириповерхові будинки, які окреслили площу Театральну.

### НезалежнаУкраїна
На площі Театральній у 2004 році урочисто відкрито пам'ятник славетному краянину, письменникові Уласові Самчуку (автор пам'ятника — скульптор В. Шолудько). Також на фасаді готелю «Україна» встановлено меморіальну дошку з іменами восьми українських патріотів, страчених на цій площі в повоєнні роки під час сталінських репресій.
У 2007 році до трьох будинків, зведених у 1950-х роках, приєдналися сучасні будови, надавши центральній вулиці більше динамічності й експресії.
У 2010 реконструйовано Театральну площу і збудовано підземний торговельний центр «Центральний».

## Сучасність
Нині центральною будівлею Театральної площі є Рівненський музично-драматичний театр, праворуч від якого розташовані пам'ятник Уласові Самчуку та меморіальна плита на місці розстрілів українських націоналістів росіянами й німцями. Також праворуч від театру стоїть готель «Україна». Навпроти театру — зупинка громадського транспорту й будинок, на місці якого була редакція газети "Волинь", про що свідчить відповідна меморіальна дошка.

Пам'ятник Уласу Самчуку
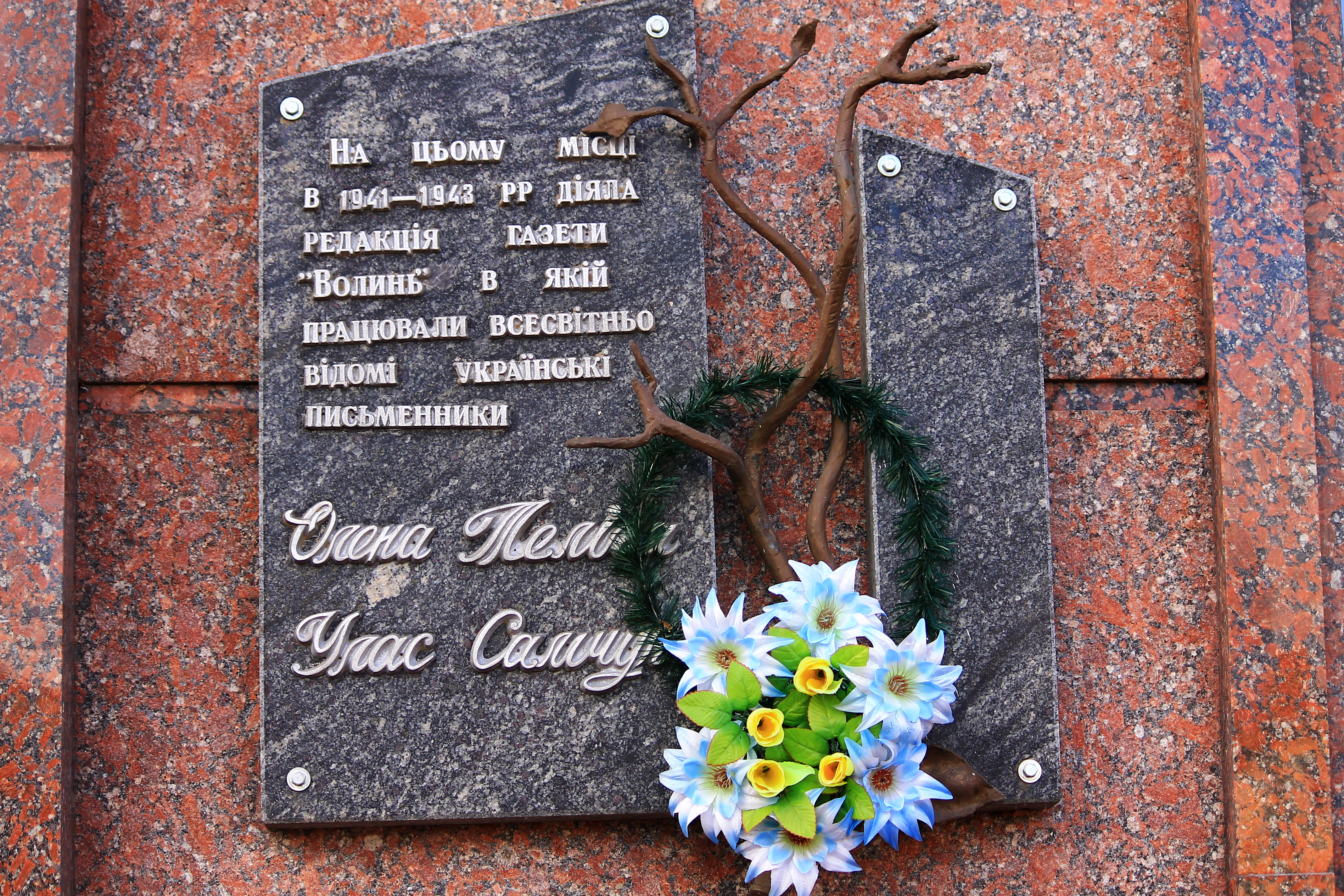
Меморіальна дошка на честь редакції газети «Волинь» та її співробітників Уласа Самчука й Олени Теліги